# Булицьку
Булицьку (груз. ბულიწყუ) — село в Грузії.
За даними перепису населення 2014 року в селі проживає 743 особи.